# Marius Onofraș
Daniel Marius Onofraș (Iași, 17 agosto 1980) è un ex calciatore rumeno, di ruolo centrocampista.

## Palmarès

### Club

#### Competizioni nazionali
- Campionato rumeno: 1

Unirea Urziceni: 2008-2009